# Cota dubia
Cota dubia (роман сумнівний як Anthemis dubia) — вид рослин із родини айстрових (Asteraceae).

## Біоморфологічна характеристика
Це багаторічна густо-притиснено-запушена рослина 20–25(40) см заввишки. Стебла від основи дуже розгалужені, з розлогими, майже лежачими гілками. Кошиків до 35–50, під час цвітіння вони 2.5–3 см у діаметрі. Крайові квітки з яскраво-білим язичком 7–8 × 2.5–3 мм. Період цвітіння: червень і липень.

## Середовище проживання
Зростає у Криму, Україна.
В Україні зростає на сухих мергелистих схилах, полянах, у розріджених дубових лісах — у степових та передгірських районах (від Сиваша та Євпаторії до Сімферополя); ендемік Криму.